# Mitsuru Chiyotanda
Mitsuru Chiyotanda (千代反田 充 Chiyotanda Mitsuru?), född 1 juni 1980 i Fukuoka prefektur, är en japansk fotbollsspelare.
Chiyotanda började sin karriär 2003 i Avispa Fukuoka. Efter Avispa Fukuoka spelade han för Albirex Niigata, Nagoya Grampus, Júbilo Iwata och Tokushima Vortis. Med Nagoya Grampus vann han japanska ligan 2010. Han avslutade karriären 2014.